# 튀니지의 소리
튀니지의 소리(아랍어: حركة نداء تونس, 영어: Nidaa Tounes)는 튀니지의 정당이다. 이 정당의 설립자인 베지 카이드 에셉시는 튀니지의 질서 회복을 추구하는 정당이라고 주장했다.